# واقعاً عالیه
«واقعاً عالیه» ترانه‌ای از هنرمند اهل ایالات متحده آمریکا مدونا است. این ترانه در آلبوم جشن (آلبوم) قرار داشت.